# Camila Rodrigues
Camila Minosso Rodrigues (Santo André, 23 de agosto de 1983) é uma atriz brasileira. Ela é conhecida por seus papeis como Nefertari na novela Os Dez Mandamentos e Sophia Alencar em Topíssima.

## Biografia
Camila Minosso Rodrigues é conhecida por seus papeis como Nefertari na novela Os Dez Mandamentos e Sophia Alencar em Topíssima.
Antes de ingressar na carreira de atriz, Camila fazia faculdade de moda, mas acabou desistindo quando percebeu que sua vocação era ser atriz. Ela se formou na escola de teatro Casa das Artes de Laranjeiras (CAL).
Camila começou sua carreira em 2005, na Rede Globo, quando interpretou a personagem Mariana de Oliveira, Mari, irmã da protagonista Sol na novela América.
Sua estréia no cinema foi em 2006 no filme O Cavaleiro Didi e a Princesa Lili, onde interpretou Lili na fase adulta.
Após sua estréia na televisão, Camila participou de produções como Sitio do Pica-Pau Amarelo, Desejo Proibido e Malhação.
Anos mais tarde, em 2012, Camila assinou contrato com a Record TV, emissora onde atualmente trabalha. A partir de então, Camila participou de vários projetos, conquistando fama internacionalmente com sua personagem Nefertari. Além disso, Camila também apresentou o Família Record em 2016 ao lado de Sérgio Marone e participou da 4ª temporada do Dancing Brasil em 2018.
Em 2019, foi inicialmente escolhida para protagonizar a minissérie Jezabel, porém optou por integrar o elenco de Topíssima, onde interpretou a personagem Sophia Loren Alencar. Na trama, deu vida a uma empresária rica, bem-sucedida e independente, sendo essa sua primeira protagonista em uma novela. A personagem, inspirada na executiva vivida por Sandra Bullock no filme A Proposta, destacou-se por seu perfil de mulher empoderada, viciada em trabalho, mas retratada com leveza e humor. Sua atuação foi elogiada, especialmente pela química em cena com o ator Felipe Cunha, seu par romântico na história. Em 2020, a atriz reprisou brevemente o papel em uma participação especial na novela Amor sem Igual.
No ano seguinte, foi escalada como a principal antagonista da terceira fase da novela épica Gênesis, marcando seu retorno ao gênero bíblico após seis anos. Na trama, interpretou Nadi uma personagem ambiciosa e manipuladora, com destaque para suas estratégias de aproximação e sedução de Terá, visando alcançar seus objetivos. Em 2022, foi convidada a integrar o elenco da novela Reis, mas acabou deixando o projeto devido à gravidez, sendo substituída por Francisca Queiroz. Dois anos depois, retornou à Record TV para interpretar a antagonista da série A Rainha da Pérsia, no papel da poderosa rainha persa Vasti, reimaginada na nova versão sob o nome de Améstris.

## Vida pessoal
Em 1 de junho de 2022, Camila abriu o álbum de fotos em suas redes sociais e deixou os seguidores emocionados ao anunciar sua gravidez. Deu à luz o seu primeiro filho, Bernardo, em 6 de novembro de 2022, fruto da relação com o empresário Vinicius Campanario.

## Teatro
| Ano     | Peça                          | Personagem       |
| ------- | ----------------------------- | ---------------- |
| 2006    | Aldeia dos Ventos             | Princesa Desirée |
| 2006    | Beijos de Verão               | Clara            |
| 2007    | O Baile                       | Amélia           |
| 2008    | Vida a beira mar              | Rosa             |
| 2010–11 | Decameron - A Comédia do Sexo | Nilda Ferreira   |
| 2013    | Pequeno Dicionário Amoroso    | Marta            |
| 2015    | Os Homens não Menstruam       | Elanda           |

## Filmografia

### Televisão
| Ano     | Título                   | Personagem                              | Notas                                         |
| ------- | ------------------------ | --------------------------------------- | --------------------------------------------- |
| 2005    | América                  | Mariana de Oliveira (Mari)              |                                               |
| 2006    | Sítio do Picapau Amarelo | Fada Lua                                | Episódios: "14–17 de agosto"                  |
| 2006    | Dom                      | Manu                                    | Especial de fim de ano                        |
| 2007    | Amazônia                 | Ciça                                    |                                               |
| 2007    | Desejo Proibido          | Guilhermina Mendonça                    |                                               |
| 2007–09 | Malhação                 | Profª. Teresa Lopes                     |                                               |
| 2012    | Rei Davi                 | Merabe                                  |                                               |
| 2013    | José do Egito            | Tamar                                   |                                               |
| 2013    | Tá Tudo em Casa          | Ritinha                                 | Especial de fim de ano                        |
| 2014    | Milagres de Jesus        | Ioná                                    | Episódio: "A Cura do Paralítico de Cafarnaum" |
| 2014    | Plano Alto               | Melissa                                 |                                               |
| 2015    | Os Dez Mandamentos       | Nefertari                               |                                               |
| 2017    | Sem Volta                | Juliana Parnasio Coelho                 |                                               |
| 2017    | Belaventura              | Princesa Carmona Montebelo e Luxemburgo |                                               |
| 2018    | Dancing Brasil           | Participante (7º lugar)                 | Temporada 4                                   |
| 2019    | Topíssima                | Sophia Loren Alencar                    |                                               |
| 2020    | Amor sem Igual           | Sophia Loren Alencar                    | Episódio: "20 de fevereiro"                   |
| 2021    | Gênesis                  | Nadi                                    | Fase: "Ur dos Caldeus"                        |
| 2024    | A Rainha da Pérsia       | Améstris, Rainha da Pérsia/Vasti        |                                               |

### Cinema
| Ano  | Filme                              | Personagem             | Notas          |
| ---- | ---------------------------------- | ---------------------- | -------------- |
| 2006 | O Cavaleiro Didi e a Princesa Lili | Princesa Lili (adulta) |                |
| 2013 | A Garota Mais Estranha do Mundo    | Ela mesma              | Curta-metragem |
| 2016 | Os Dez Mandamentos - O Filme       | Nefertari              |                |
| 2016 | Milagres de Jesus - O Filme        | Ioná                   |                |
| 2016 | O Último Virgem                    | Jaqueline (Jaque)      |                |

## Prêmios e indicações
| Ano  | Prêmio                | Categoria    | Indicação          | Resultado | Ref.   |
| ---- | --------------------- | ------------ | ------------------ | --------- | ------ |
| 2016 | Troféu Internet       | Melhor Atriz | Os Dez Mandamentos | Indicado  |        |
| 2019 | Prêmio Contigo!       | Melhor Atriz | Topíssima          | Indicado  | [ 21 ] |
| 2019 | Prêmio Notícias de TV | Melhor Atriz | Topíssima          | Indicado  | [ 22 ] |
| 2019 | Prêmio Área VIP       | Melhor Atriz | Topíssima          | Indicado  | [ 23 ] |
| 2020 | Troféu Internet       | Melhor Atriz | Topíssima          | Pendente  | [ 24 ] |